# Achromobacter pulmonis
Achromobacter pulmonis es una especie de bacteria gramnegativa del género Achromobacter. Fue descrita en el año 2013. Su etimología hace referencia a pulmones. Es aerobia y con movilidad débil. Consiste en el previo genogrupo 11 de Achromobacter. Tiene un tamaño de 0,4-0,7 μm de ancho por 1,4-2,8 μm de largo. Forma colonias convexas, traslúcidas, no pigmentadas y con márgenes lisos en agar TSA tras 48 horas de incubación. También crece en agar sangre y Drigalsky. Temperatura óptima de crecimiento entre 30-37 °C. Catalasa y oxidasa positivas. Tiene un contenido de G+C de 67%. Se ha aislado de esputos humanos en pacientes con fibrosis quística en Bélgica, inicialmente en el año 2000.